# Ліро-епос
Ліро-епос (грец. lyra ― струнний щипковий інструмент і грец. epos ― слово, оповідання, епічний вірш) ― проміжний рід літератури, який утворився на межі епосу та лірики Він притаманний художнім творам, в яких органічно поєднано принципи епічного зображення з ліричним вираженням. Епічне начало виражено у сюжетності та об'єктивно-наративних принципах зображення, а ліричне начало ― у віршованій формі та суб'єктивній, емоційній експресії, що демонструє ставлення автора до зображеного.
Цей термін запровадили романтики Дж. Г. Байрон, П. Б. Шеллі, А. де Віньї, А. Міцкевич, Ю. Словацький та ін.

## Жанрові різновиди
У межах ліро-епосу за характером взаємодії епічного та ліричного начал вирізняють два жанрові різновиди: епіко-розповідні та лірико-розповідні твори.
Епіко-розповідним творам властива прозаїчна орієнтація: розвинена фабула, конкретність і пластична предметність, індивідуалізація характерів, значний обсяг тексту, перевага розповіді над роздумом, зображення над вираженням, причому практично відсутнє «я» наратора. Виклад у цьому жанровому різновиді сконцентровано навколо певної події. До епіко-розповідних творів відносять поеми «Панські жарти» І. Франка, «Марина» М. Рильського, «Данило Галицький» М. Бажана; віршовану повість «Гарасько, або Талан і в неволі» М. Макаровського; оповідання «Іржавець» і «Саул» Т. Шевченка та інше.
Лірико-розповідним творам притаманний ліричний спосіб викладу як принцип поетичної структури: цей спосіб демонструє емоційну співучасть розповідача у розвинутому епічному сюжеті. Наратор нерідко виступає з позиції свідка, залучаючи читача до уявного світу твору. Текст ліризують насамперед стилістичні особливості викладу: риторичні запитання й вигуки, звернена до героя розповідь, ліричні повтори, експресивні епітети й метафори. Як приклади наводять фольклорні та літературні балади; поеми «Марія», «Гайдамаки» Т. Шевченка, «Магомет і Хадиза» П. Куліша, «Прометей» А. Малишка; історичний роман у віршах «Маруся Чурай» Л. Костенко та інші.

## Види ліро-епосу
- Ода
- Балада
- Поема
- Роман у віршах